# قضاء الموقر
قضاء الموقر قضاء يقع في لواء الموقر، محافظة العاصمة في الأردن. ينتمي القضاء للواء الموقر الذي يضم قضائين. يقدر عدد سكانه بـ 47753 نسمة حسب إحصاء 2015.

## الوصلات الخارجية
- دائرة الاحصاءات العامة